# Kopf (Einheit)
Kopf war ein Schweizer Flüssigkeitsmaß und galt vorrangig in den Kantonen Glarus und Zürich. Es wurden hier Getränke, wie Wein, gemessen. In Aachen war es ein Getreidemaß.

## Glarus
- 1 Eimer = 4 Viertel = 30 Kopf = 60 Maß
- 1 Maß = 177, 932 Zentiliter = 89,7 Pariser Kubikzoll

## Zürich
Allgemein wurde ein Kopf in 2 Maß oder 8 Schoppen, auch Stotzen genannt, geteilt.
Der Bezug auf 1 Viertel (vierter Teil des Eimers) war von der Flüssigkeitsart abhängig und es galt für das
- lautere Maß 1 Viertel = 7 ½ Kopf und für das
- trübe Maß 1 Viertel = Maß 8 Kopf.
- 1 Maß entsprach 182,49 Zentiliter, was einem Eimer (lauterer) von 10.948,4 Zentiliter oder trüb 11.679,4 Zentiliter ergab.

## Aachen
In Aachen war es ein Kornmaß und
- 1 Malter = 6 Fass oder 24 Kopf
- 1 Fass = 2470,8 Zentiliter = 1245,6 Pariser Kubikzoll

Als Getreidemaß wurde Kopf auch mit Sack oder Coupe benannt.

## Königreich Niederlande
Hier wurde der Liter mit Kop bezeichnet, was Kopf bedeutete.